# Сандрін Баї
Сандрін Баї (фр. Sandrine Bailly, 25 листопада 1979) — французька біатлоністка, призер олімпійських ігор, володар Великого кришталевого глобусу кубку світу з біатлону сезону 2004/2005.
Баї виграла загалом 20 етапів Кубка світу з біатлону. У своєму найуспішнішому сезоні 2004/2005 років вона здобула не тальки Великий кришталевий глобус, а й усі малі кришталеві глобуси в окремих дисциплінах. У сезоні 2007/2008 Баї фінішувала другою в загальному заліку, вигравши малий кришталевий глобус у гонках переслідування.
Свою єдину медаль чемпіонки світу Сандрін виборола в Ханти-Мансійську в 2003 році в гонці переслідування, розділивши її з Мартіною Глагов, оскільки обидві біатлоністки фінішували разом, і їх не зміг розділити навіть фотофініш.
Олімпійські медалі Баї здобувала в естафетах у складі збірної Франції — бронзову в Турині, срібну у Ванкувері.
Наприкінці сезону 2009/2010 Сандрін Баї оголосила про завершення біатлоної кар'єри.

## Статистика
У таблиці наведено статистику виступів біатлоніста в Кубку світу.
- Місця 1–3: кількість подіумів
- Чільна 10: кількість фінішів у першій десятці
- В очках: кількість виступів, на яких біатлоніст здобував очки
- Старти: кількість стартів

| Місця     | Індивід. | Спринт | Персьют | Мас-старт | Естафета | Разом |
| --------- | -------- | ------ | ------- | --------- | -------- | ----- |
| 1         | 1        | 9      | 9       | 1         | 5        | 25    |
| 2         | 1        | 6      | 6       | 2         | 9        | 24    |
| 3         |          | 3      | 1       | 3         | 14       | 21    |
| Чільна 10 | 11       | 49     | 35      | 20        | 49       | 164   |
| В очках   | 21       | 82     | 62      | 39        | 50       | 254   |
| Стартів   | 32       | 90     | 69      | 40        | 50       | 281   |